# Gerhard Heer
Gerhard Heer (* 19. Dezember 1955 in Tauberbischofsheim) ist ein ehemaliger deutscher Fechter.
1983 war Heer als fünfter Mann bei der Fechtweltmeisterschaft in Wien Ersatzmann für die Mannschaft der deutschen Degen-Fechter, die den zweiten Platz belegte. Der Fechter qualifizierte sich 1984 mit einem zweiten Platz beim Weltcup-Turnier in Bern für die Olympiamannschaft. In Los Angeles war er erneut Ersatzmann der Degen-Mannschaft, die bei den Olympischen Sommerspielen 1984 die Goldmedaille im Teamwettbewerb errang.
Dafür erhielt er – zusammen mit seinen Teamkollegen – das Silberne Lorbeerblatt.
Gerhard Heer gewann mit dem FC Tauberbischofsheim viermal den Europapokal der Landesmeister. Er betrieb ein Fotogeschäft in Tauberbischofsheim.